# صفر

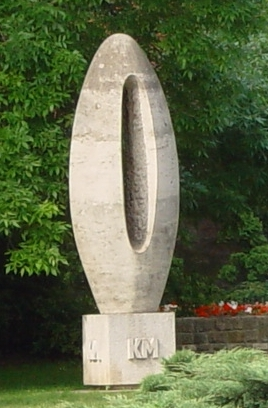
عدد صفر جزء اعداد صحیح است

۰ (صِفر)، رقم و عددی از دستگاه اعداد پایه ۱۰ و اولین عدد حسابی است. صفر در گذشته به عنوان جای خالی و امروزه به عنوان عدد در ارزش مکانی استفاده می‌شود.

## ویژگی‌ها و خواص
- اولین عضو مجموعهٔ اعداد حسابی است.
- به ازای هر {\displaystyle n} در مجموعهٔ اعداد مختلط
  - {\displaystyle n+0=n}
  - {\displaystyle n-0=n}

0÷n برابر است با تعریف نشده.
n×0=0
0÷n=0
- هر عددی (به غیر از خود صفر) به توان صفر برابر است با یک.
- صفر به توان هر عدد صحیح مثبت برابر است با صفر.
- صفر به توان هر عدد صحیح منفی تعریف نشده‌ است.
- صفر به توان صفر تعریف نشده‌ است. البته برخی مواقع آن را برابر ۱ فرض می‌کنند.
- تقسیم صفر بر صفر تعریف نشده‌ است.
- صفر تقسیم بر هر عددی برابر صفر است

## زوج یا فرد بودن صفر
حاصل جمع صفر و هر عدد زوج، زوج است. عدد زوج، عدد صحیحی است که مضربی از ۲ باشد. از آنجا که ۰ = ۰ × ۲ نتیجه می‌شود که صفر عددی زوج است.
برخی صفر را عددی «هم مثبت و هم منفی» می دانند.